# Becsei Péter
Becsei Péter, (Budapest, 1957. március 21. – Budapest, 2000. május 5.) magyar bajnok labdarúgó, csatár. 43 évesen szívinfarktusban hunyt el. Testvére Becsei József, válogatott labdarúgó.

## Pályafutása

### Klubcsapatban
A Vasas saját nevelésű labdarúgója volt. Tagja volt az 1976–77-es idényben bajnokságot nyert csapatnak. Ezt követően játszott az első osztályban szereplő Ózdban, majd a Salgótarjáni Bányászban. Az aktív labdarúgást a Csepel SC együttesében fejezte be.

## Sikerei, díjai
- Magyar bajnokság
  - bajnok: 1976–77